# Annelie Ehrhardt
Annelie Ehrhardt (dekliški priimek Jahns), nemška atletinja, * 18. junij 1950, Ohrsleben, Vzhodna Nemčija, † 22. oktober 2024.
Nastopila je na poletnih olimpijskih igrah v letih 1972 in 1976, v svojem prvem nastopu je osvojila naslov olimpijske prvakinje v teku na 100 m z ovirami. Na evropskih prvenstvih je v isti disciplini osvojila naslov prvakinje leta 1974 in srebrno medaljo leta 1971. Trikrat je postavila nov svetovni rekord v teku na 100 m z ovirami, zadnjič 8. septembra 1972 s časom 12,59, veljal je do leta 1978.